# Горж (Атлантска Лоара)
Горж (фр. Gorges) насеље је и општина у западној Француској у региону Лоара, у департману Атлантска Лоара која припада префектури Нант.
По подацима из 2011. године у општини је живело 4305 становника, а густина насељености је износила 272,99 становника/km². Општина се простире на површини од 15,77 km². Налази се на средњој надморској висини од 35 метара (максималној 49 m, а минималној 5 m).

## Демографија
| 1962. | 1968. | 1975. | 1982. | 1990. | 1999. | 2011. |
| ----- | ----- | ----- | ----- | ----- | ----- | ----- |
| 1.563 | 1.701 | 2.028 | 2.379 | 2.603 | 2.649 | 4.305 |

График промене броја становника у току последњих година